# Canariella pthonera
Canariella pthonera é uma espécie de gastrópode  da família Hygromiidae.
É endémica das Canárias.